# Ilia Shchegolkov
Ilia Shchegolkov, né le 3 juin 2002, est un coureur cycliste russe.

## Biographie
En 2019, Ilia Shchegolkov est sacré champion d'Europe de l'américaine juniors, aux côtés de son compatriote Vlas Shichkin. Il décroche également une médaille de bronze dans la poursuite par équipes aux championnats du monde juniors. L'année suivante, il brille dans des compétitions internationales sur route en Turquie. Il devient par ailleurs champion de Russie de la course aux points, puis champion d'Europe de poursuite par équipes espoirs en 2021. Cette même année, il se classe troisième de la poursuite par équipes en Coupe des Nations à Saint-Pétersbourg. 
En raison de l'invasion de l'Ukraine par la Russie, il ne peut plus concourir sous les couleurs de son pays natal en 2022. Cette mesure le prive de compétitions internationales sur piste. Ilia Shchegolkov intègre néanmoins un club catalan, en compagnie de plusieurs de ses compatriotes. Il délaisse alors les vélodromes pour se consacrer aux épreuves sur route. Rapide au sprint, il s'impose sur la Clásica Ciudad de Torredonjimeno, une épreuve de la Coupe d'Espagne amateurs,. Il gagne aussi une étape au Tour de Cantabrie et au Tour de Ségovie, qu'il termine à la troisième place du classement général. 
Lors de la saison 2023, il termine deuxième au classement final de la Coupe d'Espagne amateurs, après avoir remporté deux de ses manches : le Circuito Guadiana ainsi que le Mémorial Pascual Momparler. Il s'impose par ailleurs sur une étape du Tour de Valence, et obtient diverses places d'honneur. Après ses performances, il rejoint la réserve de l'équipe professionnelle Caja Rural-Seguros RGA en 2024.

## Palmarès sur route
- 2020
  - 2e étape du Manavgat Side Junior
  - 2e du Velo Alanya Junior
  - 2e du Manavgat Side Junior
- 2021
  - 2e de l'Astico-Brenta
- 2022
  - Clásica Ciudad de Torredonjimeno
  - 1re étape du Tour de Ségovie
  - 1re étape du Tour de Cantabrie
  - 2e du Mémorial Agustín Sagasti
  - 3e du Tour de Ségovie
  - 3e de l'Astico-Brenta
  - 3e de la Targa Libero Ferrario
- 2023
  - Circuito Guadiana
  - Clàssica Isaac Gálvez
  - Mémorial Pascual Momparler
  - 1re étape du Tour de Valence
  - Gran Premio Náquera
  - 2e du Gran Premi Odena
  - 2e de la Coupe d'Espagne amateurs
  - 2e des Cinq anneaux de Moscou
  - 2e de la Volta al Montsiá
  - 2e du Grans Clàssics
  - 3e de la Clásica Ciudad de Torredonjimeno
- 2024
  - 1re étape du Tour de Navarre
  - 2e et 4e étapes des Cinq anneaux de Moscou
  - Tour de Binzhou
  - 2e du Trophée de l'Essor
  - 3e des Cinq anneaux de Moscou

## Palmarès sur piste

### Championnats du monde juniors
- Francofrt-sur-l'Oder 2019
  -  Médaillé de bronze de la poursuite par équipes

### Coupe des Nations
- 2021
  - 3e de la poursuite par équipes à Saint-Pétersbourg

### Championnats d'Europe
| Édition / Épreuve        | Poursuite par équipes | Américaine |
| Gand 2019 (juniors)      | Argent                | Or         |
| Apeldoorn 2021 (espoirs) | Or                    | Argent     |

### Championnats nationaux
- 2020
  -  Champion de Russie de course aux points
  - 2e du championnat de Russie de poursuite par équipes
- 2021
  - 2e du championnat de Russie de poursuite par équipes